# Lonewolf (компьютерная игра)
Lonewolf: A Sniper Story — компьютерная игра, разработанная студией FDG Entertainment в жанре шутера от первого лица. Игра вышла на Android и IOS зимой 2016 года. На момент ноября 2024 года игру загрузили более 10 миллионов раз.
По сюжету главный героем является профессиональный снайпер по имени Одинокий Волк, чьи мотивы остаются неизвестными до конца игры. Игра поделена на множество миссий, связанных в своём большинстве с устранением каких-либо целей.

## Сюжет
Игра начинается с цитаты: «Пусть лев или тигр сильнее, но волк никогда не выступает в цирке». Во вступительном ролике нам показывают главного героя, сидящего у себя дома. Вдруг раздаётся телефонный звонок, Одинокий Волк отвечает и в то же время куда-то собирается. Взяв всё необходимое, он отправляется на своём автомобиле к мосту, где встречается с незнакомцем.

### Глава 1: Вступление
В своих рассуждениях неизвестный упоминает, что Волк может быть убийцей, которого он ищет. Он представился Решалой и заявил, что он помощник своего босса по имени Мэндо, который управляет ОПГ «Ассамблея». Он хочет убедиться, что Эмил, друг главного героя, говорил правду о его высоком уровнем снайперского мастерства и предлагает приступать к работе. Одинокий Волк соглашается.
Согласно заданию, Волк обязан устранить прокурора Ричарда Картера, который известен своими делами против «Ассамблеи», но сперва он должен ликвидировать его помощника, чтобы сделать предупреждение. Успешно справившись с задачей, Решала и Одинокий Волк снова видится на том же мосту. Решала впечатлен способностями Волка, но не доверяет ему полностью. Мэндо опасается возможных улик, что не дает Решале принять снайпера в группировку, который уходит после этих слов. Решала связывается с Мэндо, который сразу же спрашивает своего помощника о возможности встретиться с Волком лично. Решала сообщил о его уходе, и Мэндо, крайне недовольный, требует немедленно вернуть главного героя. Решала заверил босса, что Одинокий Волк придёт к ним сам.
Спустя некоторое время Волк убивает того самого Ричарда Картера. Заголовок об убийстве Картера появляется в новостях, и Решала, только услышав это, звонит Мэндо и сообщает ему обо всем. Последний требует немедленно отыскать киллера. Стоя на всё том же мосту, правая рука Мэндо осознаёт, что попусту сомневался в главном герое, и убийство прокурора является как бы пощёчиной за его сомнения. Телефонный звонок разрывает окружающую тишину. Решала принимает звонок от Волка. Помощник босса в ходе разговора признается что недооценил профессионала. Одинокий Волк хочет встретиться с Мэндо, но Решала просит его выполнить ещё одну просьбу. Требуется доставить Вона, управляющего прачечной. После поимки Вона двойка требует дать им какую-то сумму денег. Он утверждает, что деньги принедлажат некоему Рыжему. Волк соглашается его найти, но сначала понадобится устранить его брата, тем самым выманив основную цель. Убийство брата не спровоцировало появление Рыжего, и теперь Решала хочет от Волка, чтобы он нашёл и его обещает ему о скорейшей встречи с Мэндо.
Снайпер вместе с новым напарником проникает на базу к Рыжему и, расправившись с его охраной, ранит последнего в ногу. Двое приводят Рыжего к Мэндо. Решала просит рассказать Волка о себе, поскольку не понимает его мотивов. Герой рассказывает что научился стрелять у своего отца ещё в 11 лет и даже лично застрелил ворону. Спустя время Одинокий Волк возвращается к теме о встрече с боссом и снова предполагает, что нужно выполнить очередную работу. Решала клянётся, что в этот раз он лично приведёт его к Мэндо. Цель очередного задания заключается в том, что «Ассамблея» хочет обменять Рыжего на деньги, которые они до сих пор ищут. В очередной раз киллер достигает поставленной задачи. Волк снова видится с Решалой, а он в свою очередь предупреждает о поспешности решений их босса, и оба отправляются на встречу.

### Глава 2: Встреча с Мэндо
На встрече Мэндо сразу переходит к делу и спрашивает о его деньгах, но Волк заявляет, что никаких денег он не получил и нашёл только сотовые телефоны. Мэндо сильно разозлился, но знал о том, что снайпер не брал деньги. Предвадитель требует от него исполнения новой задачи, поскольку Волк согласен на любую работу. По плану нужно избавиться от раненого рыжего, находящегося в больничной палате с большим окном. Главный герой, как и всегда, успешно выполняет миссию. Следом за этим нам показывают диалог Решалы и Волка. Первый всё ещё пытается выяснить истинные мотивы волка, но прекрасно понимает, что это явно не деньги. Он не может стопроцентно доверять тому, кто убивает, по его мнению, ради забавы. Тема разговора сменилась, и правая рука сообщает Волку о полезности найденным им сотовых телефонов. Остатки людей Рыжего укрываются в трёх убежищах: дом, амбар, апартаменты — и потребуется зачистить каждое из них.
По ходу выполнения заданий Эмил, Мэндо и Решала обсуждают появление Одинокого Волка в «Ассамблее». Эмил упоминает, что Волк приходилось воевать. Он не думал об ликвидации целей, как об убийстве. Эмил не знает его имени и даже как он выглядит, но знает, что его место на позиции с оружием. Далее нам показывают Решалу и Эмила, едущих в автомобиле. Решалу явно что-то беспокоит, и Эмил это замечает. Правая рука босса говорит что ранее «Мэндо допустил огромною ошибку». В прошлом он убил сотрудника полиции вместе с его семьёй из-за того, что тот оказался предателем группировки. Решала опасается, что Мэндо может допустить ту же ошибку
После зачистки апартаментов (до этого были зачищены дом и амбар) Решала связывается с Волком и сообщает ему о встрече с Мэндо и Эмилом. Врагов «Ассамблеи» становится меньше, но новый друг Волка этим недоволен и всё ещё не может ему доверять полностью. Он просит Эмила рассказать о том, как Одинокий Волк завоевал его доверие.

### Глава 3: Эмил и Одинокий Волк
Во время службы в армии Эмил и Одинокий Волк находилось в одной воинской части. Первоначально Волк не нравился своим сослуживцам. На тот момент проходила программа по отбору снайперов, но будущего снайпера записали в неё позже. Он ходил в маске и ни с кем не общался. Все считали Волка выскочкой, пока он не показал свои способности в совершенстве. Волк стал единственным участником программы, поразившим все мишени. В тот день он и завоевал уважение Эмила, и он с Волком стали напарниками. Двойка заработала хорошую репутацию, поэтому их отправили участвовать в военном конфликте. Их первой целью стал разбомбленный завод, откуда нужно захватить крупную сумму денег. Тогда они ещё не знали, во что их втянули. Устранив всю охрану, они ничего не нашли. Вернувшись с пустыми руками, снайперы узнали, что враг был на шаг впереди. Бомбардировка заставили всех покинуть территорию, и у врага появилась возможность украсть деньги. За всем эти стоял капитан Рэйвен. Им двигало желание находить места с любыми ценностями. Он использовал своё звание, чтобы доложить о бомбардировке. К счастью, солдаты получили данные о местонахождении Рэйвена. Волк и Эмил принялись за работу.
Несмотря на сложные метеоусловия для выстрела, Волк поразил цель, но она не имела ничего общего с настоящим капитаном. В этот момент рассказа Решала замечает, что у Волка всё же есть чувства. Новой тактикой поимки капитана Рэйвена стало устранение экипажа двух танков, которое должно было привлечь его внимание. Для охраны танков капитан выставил патруль, который сперва нужно было ликвидировать. Условия были крайне сложными даже для профессионала, но никак не для Одинокого Волка. После уничтожения экипажа танков, напарники выдвинулась к зданию разбомбленной школы. Рэйвену необходимо было любой ценой защитить всё, что находилось внутри. Зачистив здание, Эмил и Волк зашли внутрь, но в очередной раз враг оказался хитрее, и они ничего не нашли. Рэйвен оставил послание для двоих, в котором назвал из трусами, избегающих открытого боя. Но подготовленные солдаты не повелись на эту уловку.
Тем временем они получают приказать избавиться от группы разведчиков, которые обыскивали железнодорожный склад с алмазами. От них Волк избавляется тоже. Капитан Рэйвен был крайне взбешён новыми потерями. Руководство поручило героям выдвинуться к складу, который также подвергся бомбардировке. Волк был уверен, что это ловушка. По прибытии на место он высказывает опасению Эмилу. Они подтвердились, когда Волк понимает, что прямо сейчас на него с напарником смотрит снайпер. Таким образом, люди Рэйвена были всего лишь приманкой. Одинокий Волк успешно расправляется с целью. Командование посчитало, что дальнейшие поиски капитана ни к чему не приведут. На этом основная миссия Эмила и Волка заканчивается.
Игрока возвращают в текущий момент, а Эмил в итоге делает вывод: даже такой хладнокровный убийца, как Волк может утратить контроль. Мэндо опять вспоминает инцидент с полицейским и его семьёй и уже был готов разбить голову Решалы об стол от злости. Босс просит Эмила выйти из комнаты и разговаривает со своим помощником тет-а-тет. Он не понимает, зачем Решала напоминает ему о том случае. Решала снова упоминает, что тот утратил контроль и повторяет ту же ошибку снова, недостаточно присматривая за Волком.

### Глава 4: 9 лет тому назад
9 лет назад В «Ассамблее» появился новый человек по прозвищу Хитрый Уилл. На встрече с Мэндо и Решалой он рассказывает о внушительной сумме денег, которую они бы могли похитить. Мэндо просит Решалу позвать Никки, своего племянника. Босс знакомит Никки с новеньким, который заверяет племянника в том, что никаких сложностей при ограблении не будет. Тогда Мэндо приказывает Уиллу отправиться на место вместе с Никки, и новичок нехотя соглашается. На миссии через прицел винтовки мы наблюдаем человека в балаклаве, удерживающего заложника. Полицейский в роли снайпера убивает преступника. Один из людей Мэндо не может понять, как Никки и Хитрый Уилл оказались в гараже. Мэндо просит вызвать Решалу и настоятельно требует выяснить все обстоятельства произошедшего. Правая рука босса просит своих подручных встретиться в вагончике с Раймером, полицейским, работающим в то же время и на «Ассамблею». Раймер должен знать, что произошло в гараже. Мы видим события от лица неизвестного (на самом деле полицейского), который убивает всех, кроме Раймера.
Далее нам демонстрируют телефонный разговор Мэндо и Решалы. Последний докладывает, что все мертвы, кроме самого Раймера. Он же говорит, что полиция выследила Раймера, но по каким-то причинам им пришлось защищать его. После инцидента в вагончике Раймер пытается покончить с собой. В очередной миссии мы видим его сидящего на стуле с пистолетом. Точный выстрелом сотрудник полиции выбивает у него из рук пистолет.
После этого мы снова наблюдаем наблюдаем Мэндо и его помощника, которые обсуждают угрозу Раймера для «Ассамблеи». Их беседу прерывает один из подручных, который сообщает о прибытии Хитрого Уилла. На встрече с боссом он заявил, что якобы Никки в тот день резко начал стрелять в воздух, чем привлёк спецназ, а Уилл в это время незаметно скрылся. Мэндо был крайне зол, так как Уилл позволил члену его семьи погибнуть. Руководитель ОПГ приказывает Уиллу встретиться с их другом Раймером в парке у фонтана. План кажется надёжным, ведь полиция сама убьёт Уилла, но в один момент всё рушится. Снова от лица полицейского стрелка мы видим Хитрого Уилла, читающего газету у фонтана. Кто-то из прохожих (на самом деле Раймер) открывает по нему огонь, но стрелок быстро избавляется от посягателя. Спустя время информатор Решалы докладывает ему, что Раймер застрелен, и он со своими людьми преследуют автомобиль из которого стреляли.
Следующая миссия развивается под мостом, где подручные Мэндо атакуют того самого стрелка. Ему удаётся устранить всех преследователей. Как и всегда, полиция была на шаг впереди. Следом за этим нам показывают Решалу и задумавшегося Мэндо. Решала сообщает, что полиция устроила засаду на мосту. Мэндо же просит срочно вызвать своих людей. На собрании он объявляет о начале войны между полицией и «Ассамблеей». Он предлагают план по угону самолета в аэропорту, что должно привести весь департамент полиции туда. Это позволит группировке войти в здание департамента без усилий и забрать документы с данными обо всех сотрудниках. Полиция не перестаёт перехитрять преступников и спасает заложника-пилота.
Тем временем Мэндо, уверенный в собственном плане, напоминает своим людям цель миссии: найти любые носители информации с данными о сотрудниках. Несмотря на численное преимущество, полицейский снайпер был подготовлен лучше и благополучно освобождает полицейский департамент. Участники штурма всё ещё не понимают, откуда полиция знала обо всех их планах. И тут Решалу осеняет. Он находит досье на Хитрого Уилла и становится очевидно, что он — сотрудник полиции. Именно он давал полиции все наводки.

### Глава 5: Наше время
Игрока возвращают в наше время в конец 3 главы. Во время диалога Мэндо и Решалы в комнату заходит Эмил и докладывает об успешной зачистке убежищ Рыжего. Одинокий Волк хочет что-то показать своему боссу. Мэндо посылает Эмила и Решалу всё разузнать. Иронично, но Волк снова находит у убитых сотовые телефоны. Выясняется, что торговцы «Ассамблеи» сотрудничали с Рыжим. Четверо братьев Гризли продавали оружие Рыжему. Шокированный этим Решала просит Волка привести одного из братьев к Мэндо, чтобы тот лично с ним поговорил. Но вместо этого Волк избавляется от предателя группировки. В это же время Эмил, Мэндо и Решала обсуждают убийство. Решала озадачен тем, что Волк ослушался приказа. Мэндо решительно объявляет, что «убьёт этого долбаного Волчка».
В поисках остальных братьев снайпер сталкивается с охранником-швейцарцем. Он просит мирно покинуть территорию, но Волк не отстаёт от него с вопросами о братьях. В конечном итоге оба вступают в кулачный бой. Волк одерживает победу и допрашивает охранника. Последний утверждает, что сейчас один из братьев находится на одной из станций метрополитена. Главный герой приходит туда, и находясь, по всей видимости, в служебном помещении, убивает уже второго брата. Он забирает его телефон и в переписке с другим Гризли выдаёт себя за убитого. Ещё живой Гризли обеспокоен безопасностью своего брата и интересуется его благополучием в данный момент. Волк говорит, что всё в порядке и предлагает ему встретиться на местном стадионе под предлогом выяснения убийцы первого убитого брата. Поздно вечером около стадиона Одинокий Волк звонит Гризли, который уже находится там. Свет от телефона раскрывает местонахождение брата, а Волк ликвидирует и его. Всего остаётся только 1 Гризли.
Затем нас переносят к Решале и Мэндо. Решала объясняет Мэндо порядок действий Волка. Он также предупреждает, что после убийства последнего живого брата киллер доберётся и до них. Уже после расправы над последним братом Волк связывается с боссом и его помощником, чтобы встретиться в «Скайбаре». Решала понимает, что это, очевидно, ловушка. Мэндо хочет лично расправиться с Волком, но Решала его останавливает. Тем временем главный герой уже зачистил парковку бара от людей Мэндо и подобрался к верхнему этажу. Волк вламывается в открытое помещение через аварийный выход и немедля застреливает бойцов.
Во время разговора босса и его правой руки в комнату врывается возбужденный Эмил. Он докладывает, что Одинокий Волк уничтожил всю команду. Решала объявляет чрезвычайное положение и просит Мэндо подготовить оставшуюся часть команды. В свою очередь Эмил отправит своих людей в «Скайбар» на чёрном внедорожнике, чтобы Волк ложно подумал, что там едут Мэндо с Решалой. По плану Мэндо укроется в собственном убежище на болоте. Волк уже занял позицию и уничтожает внедорожник при помощи бомбы, которую он сам и установил. Позади него ехал Эмил, которого Волк чуть не подорвал. Тем временем Решала и Мэндо скрываются в убежище, где будут координировать свои дальнейшие действия. Они считают, что их бывший союзник не знает их местонахождения.
Решале нужно временно оставить Мэндо, чтобы сообщить союзникам о своём местоположении и что происходит. Параллельно этому наш герой уничтожает внешнюю охрану убежища. К Мэндо прибывает Эмил, который докладывает о том, что Волк уничтожил внедорожник, думая, что там был босс, и теперь они в безопасности. Тем не менее Эмил подмечает загадочное исчезновение внешней охраны особняка. Оба слишком поздно осознают, что Волк уже здесь. В то же время Волк устраняет людей у самого здания и входит туда. Мэндо остаётся беззащитным и к нему заходит главный герой, наставляя пистолет. На защиту приходит Эмил и требует немедленно бросить оружие. Снайпер останавливает друга, заявляя, что это между ним и боссом. Волк говорит, что Мэндо забрал у него всё, и тот должен узнать своего убийцу перед смертью. Волк снимает маску, и ошеломлённые Эмил и Мэндо понимают, что Одинокий Волк и есть тот самый Хитрый Уилл. Он хладнокровно застреливает бывшего босса, и на этом моменте игра завершается.

## Игровой процесс
В игровом арсенале имеется множество снайперских, штурмовых винтовок, а также пистолетов и дробовиков. Для них доступны как просто декорации, так и полезные модули (глушители, оптические прицелы и.т.д). Зачастую игроку придётся устранять цели незаметно, хотя иногда придётся вступать в открытый бой при помощи вышеупомянутых оружий.